# Fasque House
Fasque House é uma mansão acastelada do século XIX localizada em Fettercairn, Aberdeenshire, Escócia.

## História
A atual estrutura está localiza numa anterior muito mais pequena do século XVIII conhecida como 'Faskie'. Fasque foi pelo construída arquiteto William Adam em 1808-9 com um custo aproximado de 30 mil libras pagas Sir Thomas Ramsay de Balmain.
Para se chegar à mansão, atravessa-se uma longa estrada ladeada por árvores antigas, datadas de um plano de plantação de 1730.
A propriedade foi comprada pela família Ramsay, por John Gladstone (mais tarde Sir John Gladstone), em 1828.
A mansão e todo o seu conteúdo, sempre foram muito bem preservados pela família Gladstone. Todas as divisões da casa foram decoradas e preservadas ao estilo vitoriano por Peter Gladstone e sua mulher, tendo aberto ao público em 1976.
Fazem parte ainda da propriedade a Igreja Episcopal de St Andrew, construída por Sir John em 1871, estábulos e longos jardins.
Encontra-se classificado na categoria "A" do "listed building" desde 18 de agosto de 1972.